# Alfhild Larson
Alfhild Birgitta Adolfina Larson, född 30 maj 1871 i Göteborgs domkyrkoförsamling, Göteborgs och Bohus län, död 8 november 1943 i S:t Johannes församling, Stockholm, var en svensk pianist.

## Biografi
Alfhild Larson föddes 1871 i Göteborgs domkyrkoförsamling. Larson invaldes 1921 som associé i Kungliga Musikaliska Akademien. Hon avled 1943 i S:t Johannes församling, Stockholm.